# San Mauro Cilento
San Mauro Cilento – miejscowość i gmina we Włoszech, w regionie Kampania, w prowincji Salerno.
Według danych na rok 2004 gminę zamieszkiwało 1011 osób, 67,4 os./km².